# Hippotion irregularis
Hippotion irregularis là một loài bướm đêm thuộc họ Sphingidae, chi Hippotion.